# Amber (piosenkarka)
Amber, właściwie Marie-Claire Creamers (ur. 9 maja 1970 w Ubbergen w Holandii) – holenderska piosenkarka i producentka. Zasłynęła dzięki piosenkom „This Is Your Night”, „One More Night”, „If You Could Read My Mind”, „Sexual (Li Da Di)”, „Yes!” i „You Move Me”.

## Dyskografia
| Album              | Rok  | Kraj |
| ------------------ | ---- | ---- |
| This Is Your Night | 1996 | UK   |
| Amber (album)      | 1999 | UK   |
| 'Remixed'          | 1999 | UK   |
| Naked              | 2002 | UK   |
| My Kind of World   | 2004 | UK   |
| Undanced II        | 2007 | UK   |

### Single
- 2007 „Melt With the Sun”
- 2006 „Just Like That”
- 2005 „Voodoo”
- 2004 „You Move Me”
- 2003 „Anyway (Men Are From Mars)”
- 2002 „The Need To Be Naked”
- 2001 „Yes!”
- 2000 „Above The Clouds”
- 2000 „Love One Another”
- 2000 „Sexual (Li Da Di)”
- 1999 „If You Could Read My Mind” feat. Ultra Nate and Jocelyn Enriquez
- 1998 „One More Night”
- 1997 „Colour Of Love”
- 1996 „This Is Your Night"